# Evald Schorm
Evald Schorm (ur. 15 grudnia 1931 w Pradze, zm. 14 grudnia 1988 tamże) – czeski  reżyser filmowy i teatralny, scenarzysta i aktor. Jeden z przedstawicieli czechosłowackiej nowej fali.

## Życiorys
Urodził się 15 grudnia 1931 w Pradze w rodzinie rolniczej. W 1956 został przyjęty do Filmowej i Telewizyjnej Akademii Sztuk Scenicznych w Pradze.
W 1964 wyreżyserował swój pierwszy pełnometrażowy film Odwaga na co dzień. W latach siedemdziesiątych i osiemdziesiątych pracował jako reżyser teatralny. Był także wybitnym reżyserem operowym.
W latach 1964 –1970 wykładał w Filmowej i Telewizyjnej Akademii Sztuk Scenicznych w Pradze. W 1988, na krótko przed śmiercią, nakręcił swój  ostatni film Vlastně se nic nestalo. W 1992 roku został pośmiertnie odznaczony Orderem Tomáša Garrigue Masaryka IV klasy.

## Wybrana filmografia

### Reżyser
- 1964 – Odwaga na co dzień
- 1965 – Perełki na dnie
- 1966 – Powrót syna marnotrawnego
- 1969 – Dzień siódmy, ósma noc
- 1988 – Vlastně se nic nestalo

### Aktor
- 1966 – O uroczystości i gościach
- 1968 –  Żart